# Simon Hedlund
Simon Fredrik Hedlund (* 11. März 1993) ist ein schwedischer Fußballspieler. Der Offensivspieler steht beim schwedischen Verein IF Elfsborg unter Vertrag und ist schwedischer Nationalspieler.

## Karriere

### Vereine
Simon Hedlund spielte in der Jugend für die schwedischen Vereine IFK Trollhättan und FC Trollhättan. 2009 wechselte er in die Nachwuchsabteilung des Erstligisten IF Elfsborg. Dort sammelte er ab der Saison 2011/12 erste Erfahrungen in Schwedens höchster Spielklasse und wurde am Ende der Saison schwedischer Meister. Er spielte mit IF Elfsborg auch in der Qualifikation zur UEFA Champions League und der UEFA Europa League. Insgesamt brachte er es auf 93 Ligaspiele und 14 Tore in der schwedischen Meisterschaft. Hinzu kamen weitere 37 Pflichtspieleinsätze und zehn Tore im schwedischen Pokal, der Europa League und der Qualifikation zur Champions League.
Am 29. August 2016 wechselte Hedlund nach Deutschland zum Zweitligisten 1. FC Union Berlin, bei dem er einen bis zum Jahr 2020 laufenden Vertrag unterschrieb.
Nachdem der Stürmer in der Zweitligasaison 2018/19 seinen Stammplatz verlor und in elf Einsätzen torlos geblieben war, wechselte er in der Winterpause in die dänische Superliga zum Brøndby IF. Seit Sommer 2023 spielt er erneut für Elfsborg.

### Nationalmannschaft
Hedlund spielte in der schwedischen U17, U19 und der U21.
Am 9. Januar 2020 kam er mit 26 Jahren in einem Freundschaftsspiel gegen die Republik Moldau (1:0) erstmals für die A-Auswahl zum Einsatz.

## Erfolge
IF Elfsborg
- Schwedischer Meister 2012
- Schwedischer Pokalsieger: 2013/14